# Podoksid
Podoksid ili suboksid (lat. sub, grè. oxys ljut, oštar) je u kemiji vrsta oksida. Stupanj oksidacije kod suboksidirane kovine koji sadrži manje kisika nego baza te kovine. Kod ove klase oksida elektropozitivni element je u relativnom višku u odnosu na normalne okside. Ako je elektropozitivni element kovina, sastojke ponekad nazivamo kao "bogate kovinom". Kod podoksida su svojstvene obilate sveze između elektropozitivnih elemenata što često vodi do grozdova.